# Photographie et la loi

Symbole « Interdiction de photographier ».

En droit, la photographie est soumise à la fois au bon sens et aux normes juridiques. L'utilisation privée n'entraînerait pas de conflits juridiques ; toutefois, pour les questions de vie privée et de droits d'auteur, ainsi que pour les risques d'espionnage, de terrorisme et de harcèlement, les lois, lorsqu'elles existent, peuvent être compliquées en favorisant la rareté de la liberté d'expression.
Les bâtiments de l'Union européenne, tels que la Tour Eiffel de nuit et l'Atomium controversé, font partie des exemples d'interdictions, les personnes qui les distribuent se voyant infliger des amendes. En effet, la France, la Belgique et l'Italie n'adoptent pas de clause optionnelle pour la liberté de panorama,.

## Différences par pays

### Australie

#### Général
Les lois australiennes en la matière sont similaires à celles des États-Unis. En Australie, vous pouvez généralement photographier n'importe quoi ou n'importe qui dans un lieu public sans autorisation, à condition que cela ne soit pas utilisé de manière illégale, comme la diffamation, et que cela ne contienne pas de matériel protégé par des droits d'auteur. De plus, prendre des photos dans un endroit où les gens peuvent raisonnablement s'attendre à avoir droit à la vie privée, comme dans des toilettes publiques, peut également être illégal.

#### Publication et droits
Le photographe dispose généralement de tous les droits sur les images, ce qui signifie qu'il peut les publier sur des plateformes comme les réseaux sociaux sans l'autorisation des personnes représentées. Il existe toutefois des exceptions dans les cas suivants :
- Une violation de la « loi sur la protection de la vie privée de 1988 »[6]
- Une violation du devoir, comme le partage d'informations confidentielles

Un photographe ne peut généralement pas non plus être contraint de montrer ou de supprimer les images, à moins que les pratiques photographiques ne constituent une violation de la loi.

### France

#### Général
L'article 9 du Code civil prévoit une clause simple garantissant à chacun le droit à la vie privée. Le Code pénal français stipule que la prise de photographies non autorisées d'individus dans des propriétés privées est passible d'un an d'emprisonnement et d'une amende de 45 000 euros. Le consentement est également requis pour la publication d'images d'individus dans des espaces publics, sauf si la personne photographiée est une figure publique, si un individu ordinaire est photographié dans une foule nombreuse, ou si la publication de l'image de cette personne ordinaire « relève de l'intérêt public ». Des règles strictes s'appliquent également à la publication d'images de toute personne à l'intérieur d'un véhicule, les voitures étant considérées comme des espaces privés. En outre, des règles rigoureuses s'appliquent aux images de mineurs ainsi qu'aux personnes décédées, dont les proches peuvent s'opposer à la diffusion publique de leurs photographies. En France, la notion de « publication » inclut également la mise en ligne d'images sur les réseaux sociaux.

#### Arts et architectures publics en France
La liberté d'utilisation des photographies de monuments publics français est limitée à des fins non commerciales, conformément à l'article L122-5(11°) du Droit d'auteur en France.

### Corée du Sud
En Corée du Sud, il existe une garantie légale appelée « droit au portrait » (초상권), qui garantit que le visage ou toute autre caractéristique physique d'une personne permettant de l'identifier socialement ne soit pas photographié arbitrairement, publié ou utilisé à des fins commerciales, notamment dans des publicités. Par conséquent, en Corée du Sud, il est interdit de photographier le visage ou toute autre entité d'une autre personne, y compris dans les lieux publics, sans son consentement.